# Wong Kei-ying

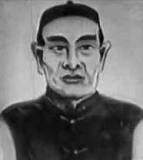
Wong Kei-ying

Wong Kei-ying oder Huang Qiying (chinesisch 黃麒英 / 黄麒英, Pinyin Huáng Qíyīng, Jyutping Wong4 Kei4jing1, kantonesisch Wong Kei-ying* ca. 1815 in der Großgemeinde Xiqiao von Foshan, Provinz Guangdong; † 1886 im Guangzhou, Kaiserreich China) war ein chinesischer Kampfkünstler und Arzt, der in der Qing-Dynastie lebte. Er war einer der „Zehn Tiger von Kanton“ (廣東十虎 – „Zehn Tiger von Guangzhou“). Sein Sohn, Wong Fei-hung, der von ihm die Kampfkunst und das medizinische Wissen erlernte und erbte, wird oft als Volksheld in der chinesischen volkstümlichen Kultur dargestellt.

## Leben
Wong wurde im Dorf Xiluzhou, auf dem Bergkamm Xiqiao, im Gebiet Nanhai, in der Präfektur Kanton (heute Provinzhauptstadt Guangzhou), Provinz Guangdong geboren. Diese ist jetzt Teil vom Stadtteil Xiqiao, im Distrikt Nanhai von Foshan. Er wurde während der Regentschaft vom Kaiser Jiaqing geboren. Sein genaues Geburtsdatum ist unbekannt. Da jedoch sein Sohn Wong Fei-hung von 1847 bis 1924 lebte, wird sein Geburtsjahr zwischen 1810 und 1820 geschätzt.
In seinen jüngeren Jahren verdiente sich Wong Geld, indem er Kampfkunst und Akrobatik auf der Straße vorführte. Eines Tages, traf er auf Luk Ah-choi (陸阿采, Pinyin Lu A'cai), einem bemerkenswerten Praktizierenden der Kampfkunst Hung Gar Kuen. Luk war auch ein Schüler von der buddhistischen Nonne Chi Sim. Er sah großes Potential in dem jungen Wong und nahm ihn als Lehrling auf. Laut einer anderen Legende lernte Wong die Kampfkunst von seinem Vater Wong Tai (黃泰 Pinyin Wang Tai; ca. 1782–1867), der seinerseits von Luk Ah-choi unterrichtet wurde.
Wong verbrachte zehn Jahre mit dem Training und der Verfeinerung der Fähigkeiten, unter anderem Single Hard Fist, Double Hard Fist, Taming the Tiger Fist, Mother and Son Butterfly Knives, Angry Tiger Fist, Fifth Brother Eight Trigram Pole, Flying Hook, und Black Tiger Fist. Als sein Training abgeschlossen war, trat er den Schwarzen Flaggen Armee bei und wurde einer ihrer Kampfkunstlehrer. Weil jedoch seine Bezahlung zu niedrig war, öffnete er auch einen Kräutermedizinladen, um zusätzliches Einkommen für seine Familie zu verdienen.
Wong Kei-ying war Teil einer Gruppierung namens „Zehn Tiger von Kanton“. Die zehn Tiger waren Kampfkünstler, welche den Ruf besaßen, die besten und berühmtesten Kämpfer in Südchina zu sein.  Diese enthielt die zehn berühmtesten Kampfkünstler in Guangzhou (Kanton) des 19. Jahrhunderts. Seine Kampfkunst und medizinisches Wissen wurden von seinem Sohn Wong Fei-hung übernommen.

## Kultur
In den vielen Filmen über Wong Fei-hung, besonders in der Serie Once Upon a Time in China, erscheint Wong Kei-ying als eine Nebenrolle. In dem Film Iron Monkey von 1993 gibt es jedoch eine fiktive Erzählung der Beziehung zwischen Wong Kei-ying und seinem zehn Jahre alten Sohn Wong Fei-hung. Sie zeigt, wie der jüngere Wong durch das Beispiel seines Vaters geprägt wird.
In der Comicserie Atomic Robo ist er ein Mitglied von Abenteurern zusammen mit Nikola Tesla, Annie Oakley und Harry Houdini.
| Personendaten    | Personendaten |
| ---------------- | --- |
| NAME             | Wong, Kei-ying |
| ALTERNATIVNAMEN  | Huáng, Qíyīng (Pinyin); Wong4, Kei4jing1 (Jyutping); Wong, Kei-ying (kantonesisch); 黃麒英 (chinesisch, Langzeichen); 黄麒英 (chinesisch, Kurzzeichen) |
| KURZBESCHREIBUNG | chinesischer Kampfkünstler und Arzt |
| GEBURTSDATUM     | um 1815 |
| GEBURTSORT       | Xiqiao, Foshan Provinz Guangdong |
| STERBEDATUM      | 1886 |
| STERBEORT        | Guangzhou |